# Mario Santana
Mario Alberto Santana (Comodoro Rivadavia, 1981. december 23. –) argentin válogatott labdarúgó.

## Pályafutása

### Klubcsapat
A CAI csapatánál nevelkedett, majd 1999-ben a San Lorenzo csapatánál lett profi játékos. 2002-ben Olaszországba igazolt és a Venezia labdarúgója lett. Fél év múlva a Palermo játékosa lett, egészen 2006-ig. 2003 és 2004 között a Chievo kölcsönjátékosa volt. 2006 nyarán a Fiorentina csapatába 6.500.000 €-t érkezett. 2006. október 15-én debütált a bajnokságban az FC Empoli ellen. 2011-ig volt a klub játékosa, majd a Napoli alkalmazásába állt. Az AC Cesena és a Torino csapataiban fordult meg közben kölcsönben.
2013. július 19-én a Genoa játékosa lett. 2014-ben 12 év után elhagyta Olaszországot és kölcsönben a portugál Olhanense játékosa lett, ahol 3 bajnokin lépett pályára. Miután visszatért a Frosinone csapatának adták kölcsönben. 2016. január 16-án a Pro Patria játékosa lett.

### Válogatott
Az argentin válogatottban a 2005-ös konföderációs kupán részt vett.

## Sikerei, díjai
- San Lorenzo
  - Argentin bajnok: 2001 Clausura

- Pro Patria
  - Serie D: 2017–18